# 폴타바 전투
폴타바 전투(러시아어: Полтавская битва, 스웨덴어: Slaget vid Poltava)는 1709년 6월 27일(그레고리우스력 7월 8일) 동우크라이나의 폴타바에서 대북방 전쟁 중 러시아 차르국과 스웨덴 왕국 사이에 벌어진 최대의 전투를 말한다. 칼 구스타브 렌셸드(Carl Gustav Rehnskiöld)가 이끄는 스웨덴군과 표트르 1세가 이끄는 러시아군이 교전을 벌여 러시아군이 승리했다.
이 전투 후, 스웨덴은 군사적 우위를 사실상 상실하여 대북방 전쟁의 향방을 결정짓게 되었다. 지휘관인 칼 12세가 부상으로 인해 직접 지휘를 하지 않은 것도 패배의 원인 중 하나였으며, 또한 스웨덴군에는 우크라이나 코사크의 이반 마제파(Іван Мазепа)도 참가했다.

## 배경
1700년 러시아와 동맹국의 스웨덴 공격으로 인해 대북방 전쟁이 시작되었다. 표트르 1세는 직접 40,000명의 군을 이끌고 스웨덴령에 침입해 나르바 요새를 포위했다. 이에 대항해 스웨덴 국왕 칼 12세는 러시아군의 절반에 불과한 군대로 포위를 풀기 위해 출격해 나르바 전투에서 러시아군을 격파했다. 대피해를 입은 러시아는 스웨덴에서 퇴각할 수밖에 없었다. 그 후 칼 12세는 러시아의 동맹국인 폴란드로 침공해 1706년 화평조약을 맺고 폴란드를 동맹에서 이탈시키는데 성공했다. 덴마크를 격퇴하고 폴란드도 괴뢰국가로 만든 칼 12세에게 남은 강적은 이제 러시아 하나밖에 없었다.
그 사이 표트르 1세는 잃어버린 전력의 회복에 노력해 군대의 근대화를 노리는 동시에 징병제도 도입했다. 그 성과가 나타난 것은 1708년 스웨덴이 러시아 본토에 침공을 한 때였다. 러시아는 만전의 태세를 갖추고, 곧이어 초토화 전술을 전개했다. 추가로 러시아의 동장군도 든든한 방패였다. 스웨덴은 보급이 끊어진 상태에서 대한파가 몰아닥쳐 다수의 동사자가 나오는 피해를 겪었다. 같은해 9월 스웨덴군 별동대가 레스나야 전투에서 러시아군에게 피해를 입은 것도 영향을 미치게 되었다.
그런데도 칼 12세는 진군을 멈추지 않았다. 1709년 6월 스웨덴군은 보르스클라(Ворскла)강 연안의 요충지 폴타바를 포위했다. 포위전이 지속되던 6월 17일, 칼 12세는 저격병에게 저격당해 다리를 부상당하고 칼 구스타브 렌셸드에게 지휘권을 위탁했다. 그 후 얼마 안 가 표트르 1세가 이끄는 49,000명의 병력과 130문 이상의 대포를 장비한 러시아군 원군이 도착해 스웨덴군을 역포위했다. 압도적인 병력차에 칼 12세는 적의 포위군을 격파하고 북쪽으로 돌파할 것을 결정했다. 그 시점에서 스웨덴군은 속출한 동사자로 인해 20,000명으로 줄어들었고, 거기에 폴타바에서 출격할 러시아군을 견제하기 위해 군대의 일부를 할양해야 했기에 공격에 사용할 수 있는 병력은 약 17,000명 정도였다.

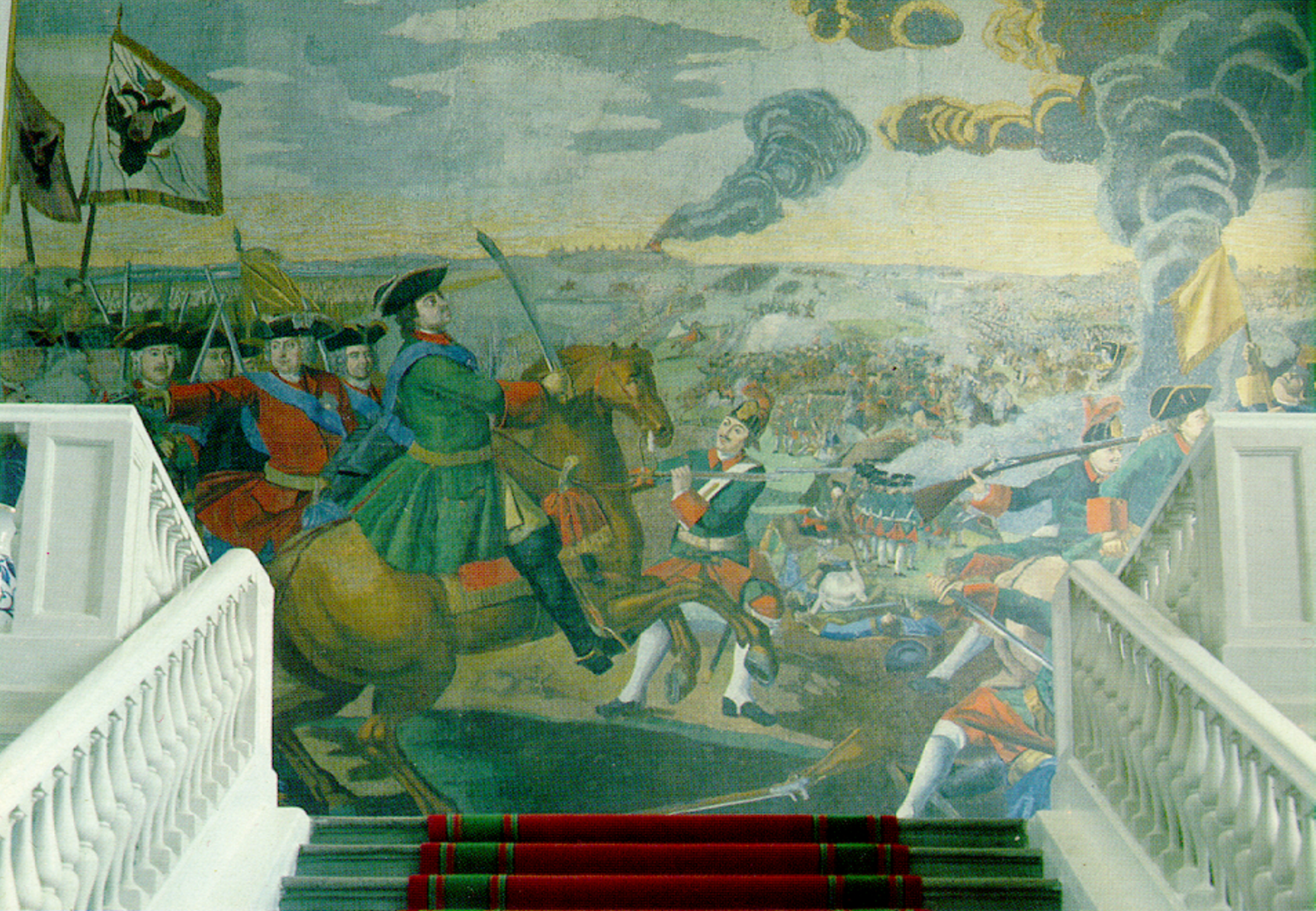
Battle of Poltava: a fragment of the great mosaic by Mikhail Lomonosov.

## 전투경과
6월 28일 스웨덴군의 공격은 기습 효과를 노린 늦저녁부터 시작되었다. 기습은 성공해 전투 초반은 스웨덴군의 우위로 진행되었다. 러시아군 좌익 및 중앙은 스웨덴군의 기세에 눌려 후퇴하기 시작했다. 표트르 1세는 기병을 투입해 시간을 끌었고, 그 사이에 전군을 후퇴시켜 야영지 앞에 구축한 야전 진지로 들어갔다.
밤 사이에 태세를 정비한 스웨덴군은 러시아군 진지에 대한 공격에 나섰다. 아담 루드비그 레벤하웁트(Adam Ludwig Lewenhaupt) 원수가 지휘하는 스웨덴군 중앙이 러시아군 중앙에 공격을 가했으나, 이 공격은 얼마 안 가 실패했다. 칼 12세가 직접 지휘를 맡지 않았기에 스웨덴군의 통솔은 완전하지 않았고, 각 부대의 연계도 쉽사리 이루어지지 않았다. 치명적인 손실을 부른 것은 칼 구스타브 렌셸드 대장이 이끄는 2,600명의 보병 부대가 러시아군의 능보에 감행한 돌격이었다. 루스(Roos) 지휘하의 부대는 참호를 건너는 중에 맹렬한 포격을 받아, 1,000명 이상의 피해를 입고 항복했다. 이로 인해 스웨덴군의 전선에 커다란 구멍이 생겼다.
여기서 표트르 1세는 반격을 명령했다. 러시아 보병은 진지에서 출격해 스웨덴 보병을 공격하기 시작했다. 거기에 양익의 러시아 기병도 돌격을 개시했다. 처음 무너진 것은 스웨덴군 우익의 기병이었다. 얼마 안 가 스웨덴군 좌익 기병도 패주했다. 러시아 기병은 양익에서 스웨덴 보병의 측면을 압박했다. 칼 12세는 패배를 깨닫고 전군에 철수를 명령했다. 스웨덴군은 야영지를 향해 패주했고, 러시아 기병의 추격으로 인해 다수의 사상자가 생겼다. 폴타바의 포위군과 합류한 스웨덴군은 야영지를 버리고 남쪽으로 패주했다. 러시아군은 급히 추격에 나서 다수의 포로를 획득했다.

## 결과 및 영향

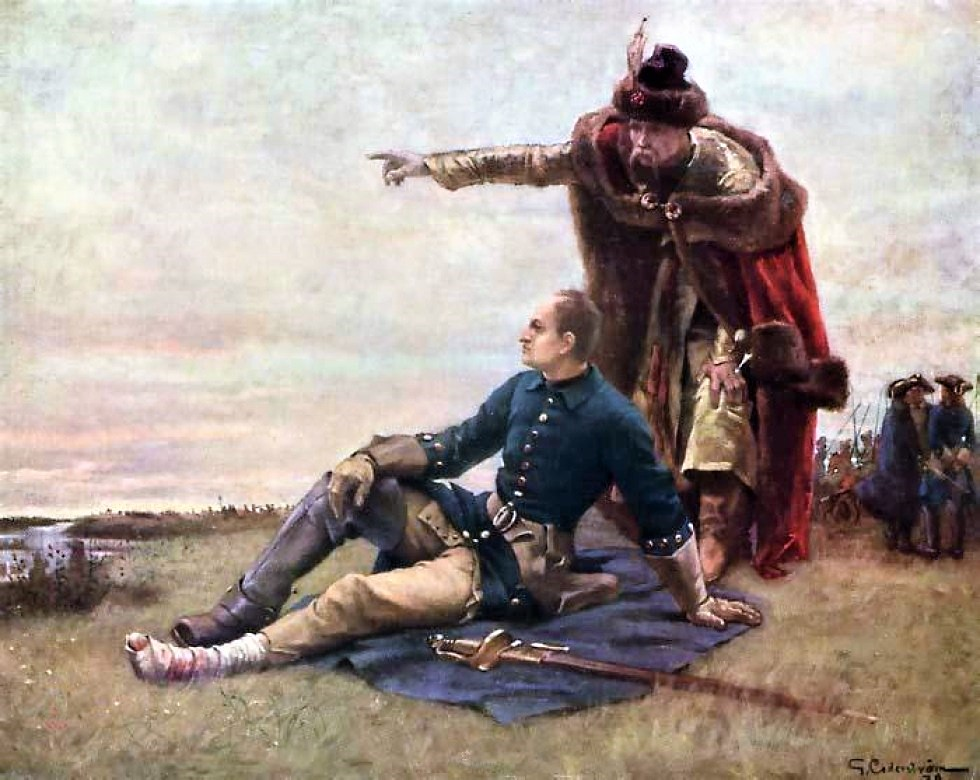
스웨덴의 칼 12세와 이반 마제파가 드네프르강에서 폴타바를 바라보고 있다. Gustaf Cederström.

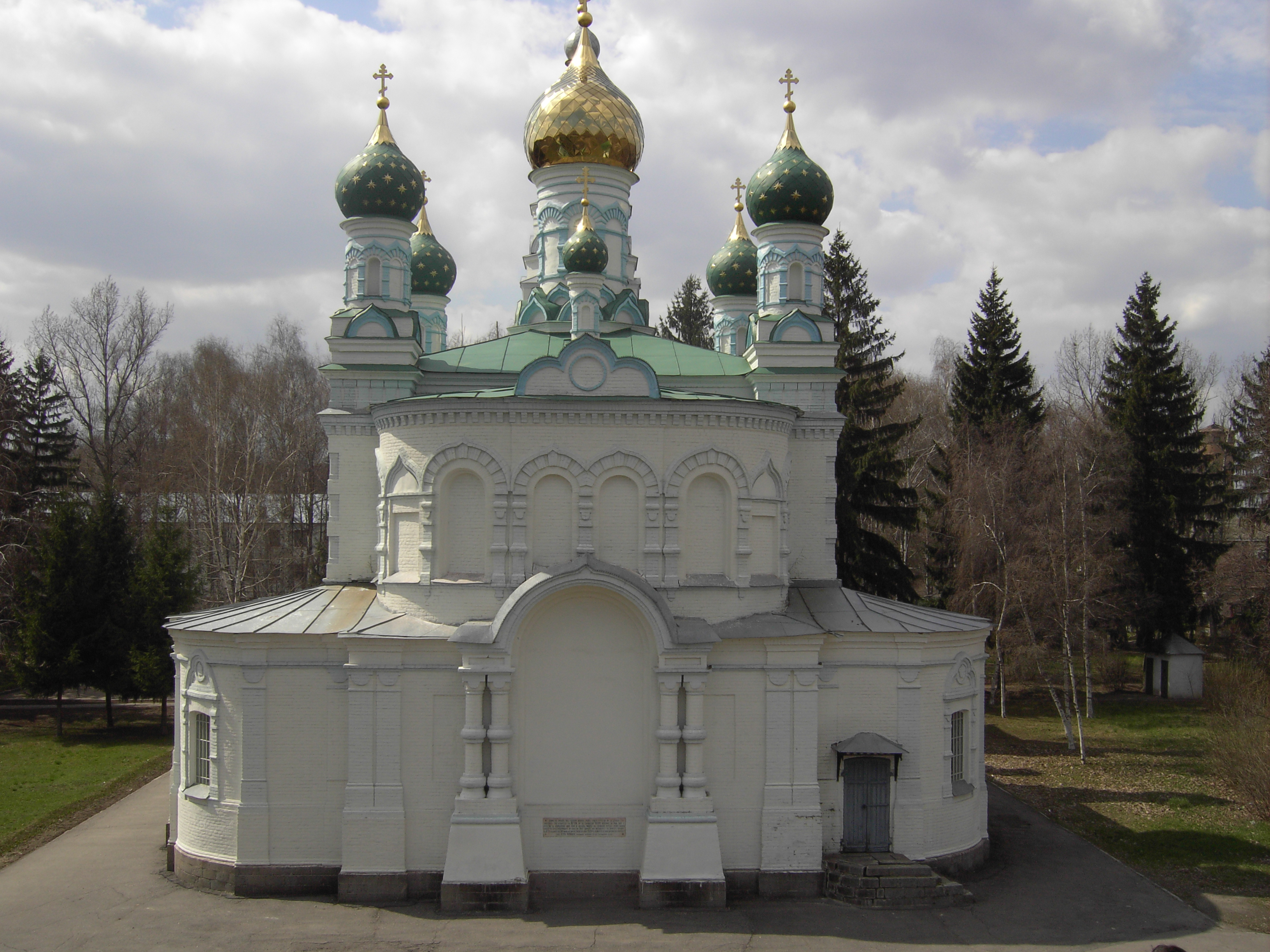
Orth. 전장에 있는 교회

칼 12세와 마제파는 패잔병을 이끌고 남쪽으로 도망쳤고, 이윽고 오스만 제국으로 도망쳤다. 직접 전투와 일련의 추격으로 인해 생긴 스웨덴군의 피해는 막대했다. 전사자 5,000명 이상에 살아남은 15,000명과 원군 6,000명도 항복해 이들은 시베리아로 보내졌다. 스웨덴으로 귀국한 자들은 겨우 5,000명에 불과했다.
이 전투는 대북방 전쟁의 전환점이었다. 이 전투 후, 덴마크가 전선에 복귀하고 폴란드에서는 폐위된 아우구스트 2세가 복위하여 스웨덴에 대항했다. 그리고 발트해 지역은 1년 만에 러시아에게로 넘어갔다. 전쟁은 그 후에도 계속되었으나, 스웨덴의 우위는 더 이상 돌아오지 않았다. 이 전투는 스웨덴에게 있어서 종말이 시작되었다는 의미가 담긴 전투였다.

## 참고 문헌
- 百瀬宏・編『北欧史』山川出版社
- 武田龍夫・著『物語　スウェーデン史』新評論
- 黒川祐次『物語　ウクライナの歴史』中公新書